# Paul Le Goff
Paul Le Goff (* 1. April 1883 in Saint-Brieuc; † 1915) war ein französischer Bildhauer.

## Leben
Paul Le Goff war ein Sohn des Bildhauers Élie Le Goff (1858–1938). Wie seine Brüder Élie junior (1881–1915) und Henri (1887–1918) wurde er Bildhauer. Von Paul Le Goff stammt u. a. die Stele zur Erinnerung an den Dichter und Journalisten Narcisse Quellien, der 1902 von Agamemnon Schliemann überfahren wurde. Sie befindet sich in La Roche-Derrien. Weitere Werke sind La Synthèse de l’hiver, das vom Institut de France ein Lob und den Prix Roux 1912 erhielt und La forme se dégageant de la matière, das mit dem Prix Chenavard ausgezeichnet wurde.
Im Parc des Promenades in Saint-Brieuc befindet sich das Monument à Paul Le Goff, das von Jules-Charles Le Bozec geschaffen wurde. Die Einweihung fand am 29. Mai 1938 durch Albert Lebrun statt. Das Denkmal besteht aus einer Granitsäule, die ein bronzenes Porträtrelief Le Goffs sowie als Inschrift seinen Namen und die Lebensdaten trägt. Davor steht eine ebenfalls aus Granit geschaffene, offenbar in eine Tracht gekleidete Gestalt, die sich der Inschrift zuwendet.
Paul Le Goff und seine beiden Brüder fielen im Ersten Weltkrieg. Das Grab der drei Brüder befindet sich auf dem Friedhof Saint-Michel von Saint-Brieuc. Das Grabmal ist ein Werk ihres Vaters. Es zeigt ein Bronzemedaillon mit den Porträts der drei jungen Männer und darunter ein Relief mit fünf verhüllten Personen, die in einer Prozession einherziehen.